# Tanja Nijmeijer

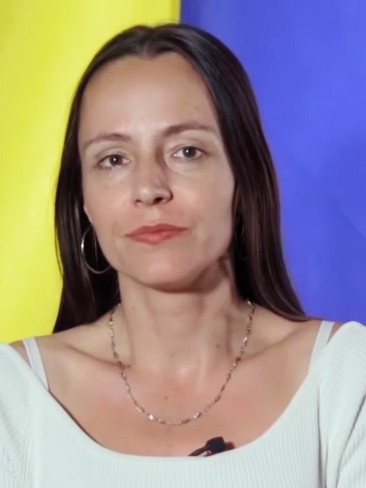
Tanja Nijmeijer, 2016

Tanja Anamary Nijmeijer (* 3. Februar 1978 in Denekamp, Niederlande) ist eine niederländische Staatsbürgerin, die sich 2002 der kolumbianischen Guerilla-Organisation FARC angeschlossen hat und dort den Kampfnamen Alexandra Nariño trägt. Sie stieg bis in den innersten Führungskreis der FARC auf.

## Leben

### Vorleben
Nijmeijer wurde in Denekamp, Teil der Provinz Overijssel, geboren. Sie studierte Romanistik an der Reichsuniversität Groningen. Für ein einjähriges Praktikum zog sie im Jahr 2000 nach Pereira in Kolumbien und reiste 2001 mit der Karawane für das Leben durch das Land, um Aufmerksamkeit für die Situation der armen Landbevölkerung in Kolumbien zu generieren. Nach dem Abschluss ihres Studiums kehrte sie 2002 gegen den Rat ihrer Familie und Kommilitonen nach Kolumbien zurück. In weiterer Folge schloss sich Nijmeijer unter dem Pseudonym Eillen (Eileen oder Ellen) der FARC an. Sie arbeitete als Übersetzerin und Dolmetscherin und nahm auch an Kampfhandlungen teil.

### Gefundene Tagebücher
Tanja Nijmeijer wurde international bekannt, nachdem 2007 bei einem Angriff auf ein Guerilla-Camp ihre Tagebücher gefunden worden waren. Sie selbst entkam. Ihre Tagebuch-Aufzeichnungen sorgten jedoch für Schlagzeilen: Sie beklagte sich darin über das langweilige Leben bei der Guerilla, die sexuellen Eskapaden der Guerilleros und die Borniertheit ihrer Kommandanten.

### Arbeit für Mono Jojoy
Nach dem Bekanntwerden ihrer Tagebuch-Einträge gingen Beobachter von einer harten Bestrafung Nijmeijers durch die FARC aus. 2009 fand das kolumbianische Militär jedoch Dokumente, wonach sie zur rechten Hand von FARC-Vize Víctor Suárez alias Mono Jojoy aufgestiegen war. Es wurde vermutet, dass Tanja Nijmeijer auch während der Operation Sodom, einer Kommandoaktion der kolumbianischen Armee in der Nacht vom 22. zum 23. September 2010, bei der Mono Jojoy getötet wurde, an dessen Seite war. Ob sie sich unter den rund 20 dabei getöteten Guerilleros befand, war zunächst unklar. Nach der Identifizierung des letzten Todesopfers bestätigte das niederländische Außenministerium am 10. Oktober 2010, dass Nijmeijer nicht zu den Getöteten gehörte.

### Internationale Reaktionen
Die USA erhoben im Dezember 2010 Anklage wegen Terrorverdachts gegen Nijmeijer und 17 weitere FARC-Kämpfer. Ihnen wird vorgeworfen, im Jahre 2003 für die Verschleppung von drei US-Bürgern verantwortlich zu sein, die mit einem Flugzeug im kolumbianischen Dschungel verunglückt waren. Über Interpol ist Nijmeijer international zur Fahndung ausgerufen.
In den Niederlanden wurde 2011 auf parlamentarischer Ebene die Frage diskutiert, ob Nijmeijer wegen ihrer Mitgliedschaft in der EU-weit als verbotene terroristische Vereinigung gelisteten FARC die niederländische Staatsbürgerschaft zu entziehen sei. Die Regierung stellte dabei klar, dass dies gegenwärtig nicht möglich sei.

### Friedensprozess
Am 14. Oktober 2012 wurde bekannt, dass Tanja Nijmeijer zur offiziellen Verhandlungsdelegation der FARC bei den Friedensverhandlungen in Oslo gehört. Sie soll dort als Dolmetscherin und Übersetzerin wirken. Ihre Nominierung sorgte für Protest bei der kolumbianischen Regierung, da sie Nijmeijer nicht als Verhandlungspartner anerkennen wollte, weil sie keine Kolumbianerin ist. Auch an den weiteren Verhandlungen in Havanna nimmt Nijmeijer teil.

## Verfilmung
Mit Tanja – Tagebuch einer Guerillera wurde im Juni 2023 ein von Marcel Mettelsiefen inszenierter Dokumentarfilm über Nijmeijer veröffentlicht.

## Einzelbelege
1. ↑  Geburtsdatum nach Interpol (Memento des Originals vom 28. April 2014 im Internet Archive)  Info: Der Archivlink wurde automatisch eingesetzt und noch nicht geprüft. Bitte prüfe Original- und Archivlink gemäß Anleitung und entferne dann diesen Hinweis. ist der 3. Februar 1978, während die FARC (Memento vom 12. Januar 2015 im Internet Archive) den 13. Februar 1978 als Geburtsdatum angibt.
2. ↑  Edwin Koopman: Tanja Nijmeijer close to FARC leadership. (Memento vom 21. Mai 2010 im Internet Archive) In: Radio Netherlands, 12. Mai 2010 (englisch).
3. ↑  Frederik Obermaier: Ich denke, dass es meine Bestimmung ist, hier zu sein. In: Die Zeit. 15. Juni 2010, abgerufen am 21. Juni 2023.
4. ↑  Hanns-Georg Rodek: Sie geht zum Praktikum nach Kolumbien – und wird Terroristin. In: Die Welt. 21. Juni 2023, abgerufen am 21. Juni 2023.
5. ↑  Frederik Obermaier: Dutch Guerrilla in Colombia Leaves Puzzling Trail. In: The New York Times. 28. Mai 2010, abgerufen am 21. Juni 2023 (englisch).
6. ↑  Frederik Obermaier: Die Guerillera aus dem Reihenhaus, die tageszeitung vom 25. September 2010
7. ↑  BuZa: Tanja Nijmeijer is niet dood. In: RTL Nieuws, 10. Oktober 2010 (niederländisch).
8. ↑  USA klagen niederländische FARC-Kämpferin an, Der Standard vom 15. Dezember 2010
9. ↑  Nijmeijer, Tanja Anamary. internationaler Fahndungsaufruf. Interpol, archiviert vom Original (nicht mehr online verfügbar) am 28. April 2014; abgerufen am 23. Januar 2021 (englisch).
10. ↑  Tanja Nijmeijer's paspoort kan niet worden afgenomen (Memento vom 7. Mai 2014 im Internet Archive) in: RNW.nl vom 20. Dezember 2011, abgerufen am 28. April 2014 (niederländisch)
11. ↑  Friederike Böge: Guerilla-Kämpferin auf Friedensmission. (Memento vom 24. Oktober 2012 im Internet Archive) in: Financial Times Deutschland, 20. Oktober 2012.
12. ↑  Sandra Weiss: Bis zum Sieg oder bis zum Tod. in: Der Tagesspiegel, 18. Oktober 2012.
13. ↑  Frederic Schnatterer: Der Griff zum Gewehr Für ein besseres Kolumbien: Der Dokumentarfilm »Tanja – Tagebuch einer Guerillera«. In: jungewelt.de. 22. Juni 2023, abgerufen am 22. Juni 2023.

| Personendaten    | Personendaten                                                                |
| ---------------- | ---------------------------------------------------------------------------- |
| NAME             | Nijmeijer, Tanja                                                             |
| ALTERNATIVNAMEN  | Nijmeijer, Tanja Anamary (vollständiger Name); Nariño, Alexandra (Kampfname) |
| KURZBESCHREIBUNG | niederländische Angehörige der kolumbianischen Guerilla-Organisation FARC    |
| GEBURTSDATUM     | 3. Februar 1978                                                              |
| GEBURTSORT       | Denekamp, Niederlande                                                        |